# Tingade (distrito)
Tingade (Timgad)  é um distrito localizado na província de Batna, no noroeste da Argélia, e cuja capital é a cidade de mesmo nome, Tingade.

## Municípios
O distrito está dividido em dois municípios:
- Tingade
- Ouled Fadel